# Municipio de Rutledge
El municipio de Rutledge (en inglés: Rutledge Township) es un municipio ubicado en el condado de DeWitt en el estado estadounidense de Illinois. En el año 2010 tenía una población de 177 habitantes y una densidad poblacional de 2,8 personas por km².

## Geografía
El municipio de Rutledge se encuentra ubicado en las coordenadas 40°15′28″N 88°45′26″O / 40.25778, -88.75722. Según la Oficina del Censo de los Estados Unidos, el municipio tiene una superficie total de 63.28 km², de la cual 63,23 km² corresponden a tierra firme y (0,08 %) 0,05 km² es agua.

## Demografía
Según el censo de 2010, había 177 personas residiendo en el municipio de Rutledge. La densidad de población era de 2,8 hab./km². De los 177 habitantes, el municipio de Rutledge estaba compuesto por el 96,05 % blancos, el 0,56 % eran amerindios y el 3,39 % eran de una mezcla de razas. Del total de la población el 2,26 % eran hispanos o latinos de cualquier raza.